# Giovanni Zenatello
Giovanni Zenatello (Verona, 22 febbraio 1876 – New York, 11 febbraio 1949) è stato un tenore e impresario teatrale italiano.

## Biografia
Studiò inizialmente da baritono e fece il suo debutto professionale nel 1898 al Teatro Sociale di Bassano del Grappa, impersonando Silvio nei Pagliacci di Leoncavallo e Alfio nella Cavalleria rusticana di Mascagni. L'anno seguente dovette casualmente sostituire, al Teatro Mercadante di Napoli, un tenore indisposto nel ruolo di Canio nei Pagliacci e iniziò una fortunata carriera come tenore.
Dotato di una voce brunita, nel 1902 debuttò alla Scala di Milano e si dimostrò adatto a ruoli drammatici ed eroici, interpretando, tra gli altri, Alfredo ne La traviata di Verdi, Rodolfo ne La bohème di Puccini, Edgardo nella Lucia di Lammermoor di Donizetti, Manrico ne Il trovatore di Verdi, Radamès nell'Aida di Verdi,  Don José nella Carmen di Bizet, il pittore Mario Cavaradossi nella Tosca di Puccini, Andrea Chénier nell'omonima opera di Giordano e, soprattutto, Otello nell'omonima opera di Verdi.
Il 17 febbraio 1904 interpretò il ruolo di Pinkerton alla prima assoluta della Madama Butterfly di Puccini alla Scala, con Rosina Storchio nel ruolo della protagonista e sotto la direzione di Cleofonte Campanini.
Nel 1905 cantò per la prima volta al Covent Garden di Londra, dove ritornò più volte nel corso degli anni, e, a partire dal 1907, lavorò prevalentemente negli Stati Uniti. Tuttavia, nonostante la sua lunga permanenza in America, non cantò mai al Metropolitan Opera di New York, salvo pochi spettacoli nella tournée del 1909, quando sostituì Enrico Caruso, operato a Milano per una laringite ipertrofica.
Nel 1913 l'apporto di Zenatello fu cruciale per la trasformazione dell'Arena di Verona in teatro d'opera conseguente al suo restauro. Il 10 agosto di quell'anno, insieme all'impresario teatrale Ottone Rovato, produsse una spettacolare Aida, per celebrare il centenario della nascita del compositore.

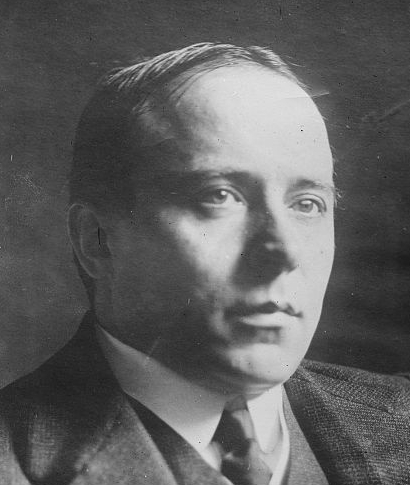

Nel 1933 si ritirò dalle scene e si dedicò all'insegnamento, aprendo a New York una famosa scuola di canto. Nello stesso anno scoprì a Parigi il soprano di coloratura Lily Pons, che portò al Metropolitan, dando inizio alla sua sfolgorante carriera. Lo stesso accadde per un altro suo grande allievo veronese, Nino Martini, che dopo aver cantato in vari teatri d'Europa, nel 1933 debuttò in Rigoletto al Metropolitan, proprio con Lily Pons, iniziando così una carriera fantastica nello stesso Metropolitan, nei maggiori teatri americani e anche a Hollywood.
Nel 1947, quando ricopriva l'incarico di direttore artistico della stagione estiva all'Arena di Verona, Zenatello, dietro consiglio del giovane basso russo-veronese Nicola Rossi-Lemeni, ascoltò il giovane e promettente soprano Maria Callas in un provino nella sua casa newyorkese e ne rimase colpito, tanto da assegnarle la parte principale ne La Gioconda di Ponchielli, mettendola così sulla strada verso il futuro successo.
Per quanto riguarda la sua vita privata, Zenatello visse con il mezzosoprano spagnolo Maria Gay (1879-1943) dal 1906 sino alla morte di lei. Sono spesso descritti come marito e moglie, anche se in realtà non si sposarono mai. La compagna, come Zenatello stesso, cantò alla prima Aida del 1913 in Arena.

## Ruoli creati
- Init in Oceàna di Smareglia (22 gennaio 1903, Milano)
- Vassili in Siberia di Giordano (19 dicembre 1903, Milano)
- F. B. Pinkerton in Madama Butterfly di Puccini (17 febbraio 1904, Milano)
- Aligi ne La figlia di Iorio di Franchetti (29 marzo 1906, Milano)
- Lionetto Ricci in Gloria di Cilea (15 aprile 1907, Milano)

## Repertorio
| Ruolo                 | Titolo                 | Autore      |
| --------------------- | ---------------------- | ----------- |
| Faust                 | La dannazione di Faust | Berlioz     |
| Don José              | Carmen                 | Bizet       |
| Faust                 | Mefistofele            | Boito       |
| Maurizio di Sassonia  | Adriana Lecouvreur     | Cilea       |
| Lionetto Ricci        | Gloria                 | Cilea       |
| Edgardo di Ravenswood | Lucia di Lammermoor    | Donizetti   |
| Aligi                 | La figlia di Iorio     | Franchetti  |
| Andrea Chénier        | Andrea Chénier         | Giordano    |
| Vassili               | Siberia                | Giordano    |
| Faust                 | Faust                  | Gounod      |
| Canio Silvio          | Pagliacci              | Leoncavallo |
| Compare Alfio         | Cavalleria rusticana   | Mascagni    |
| Raoul de Nagis        | Gli ugonotti           | Meyerbeer   |
| Enzo Grimaldo         | La Gioconda            | Ponchielli  |
| Edgar                 | Edgar                  | Puccini     |
| Rodolfo               | La bohème              | Puccini     |
| Mario Cavaradossi     | Tosca                  | Puccini     |
| F.B. Pinkerton        | Madama Butterfly       | Puccini     |
| Init                  | Oceàna                 | Smareglia   |
| Lotario               | Mignon                 | Thomas      |
| Duca di Mantova       | Rigoletto              | Verdi       |
| Manrico               | Il trovatore           | Verdi       |
| Alfredo Germont       | La traviata            | Verdi       |
| Riccardo              | Un ballo in maschera   | Verdi       |
| Radamès               | Aida                   | Verdi       |
| Otello                | Otello                 | Verdi       |
| Tannhäuser            | Tannhäuser             | Wagner      |